# Alastair Hannay
Alastair Hannay (2 de junio de 1932 – 8 de diciembre de 2024), fue un Profesor Emérito de Filosofía de la Universidad de Oslo. Nació en Plymouth, Inglaterra y reside en Noruega desde 1961. Ha escrito acerca y traducido varias obras de Kierkegaard. Es miembro de la Sociedad Real de Edimburgo. Sus padres eran escoceses.

### Libros
- Alastair Hannay, and Gordon D. Marino (editors), The Cambridge Companion to Kierkegaard, Cambridge; New York: Cambridge University Press, 1998, ISBN 0-521-47719-0
- --------  Human Consciousness (Problems of Philosophy Their Past and Present)", Routledge (November 1990), ISBN 0-415-03299-7
- --------, Kierkegaard (The Arguments of the Philosophers), Routledge; New Edition (December 1999), ISBN 0-415-06365-5
- --------, Kierkegaard: A Biography, Cambridge University Press, New edition 2003, ISBN 0-521-53181-0
- --------, Kierkegaard and Philosophy: Selected Essays, London; New York: Routledge, paperback 2006. (versión de E-book)
- --------, and Bruce H. Kirmmse, Niels Jorgen Cappelorn, George Pattison, Jon Stewart (editors), Soren Kierkegaard (author), Kierkegaard's Journals and Notebooks: Volume I: Journals AA-DD, Princeton University Press, 2006, ISBN 0-691-09222-2
- --------, Mental Images: A Defence (Muirhead Library of Philosophy), Humanities Press/Routledge (1971, repr. 2002), ISBN 0-04-100030-7
- --------, On the Public, Routledge; 1 edición, (13 de julio de 2005), ISBN 0-415-32792-X
- -------- and Andrew Feenberg (editors), Technology and the Politics of Knowledge (Indiana Series in the Philosophy of Technology), Indiana University Press (May 1995), ISBN 0-253-20940-4

### Traducciones
- Soren Kierkegaard, Either/Or, Penguin Books, ISBN 0-14-044577-3
- Soren Kierkegaard, Fear and Trembling, Penguin Books, ISBN 0-14-044449-1
- Soren Kierkegaard, Journals and Papers: A Selection,ISBN 0-14-044589-7
- Soren Kierkegaard, A Literary Review, Penguin Books, ISBN 0-14-044801-2
- Soren Kierkegaard The Sickness Unto Death, Penguin Books, ISBN 0-14-044533-1

### Ensayos
- Hannay, Alastair, “Basic Despair in the Sickness Unto Death,” in Kierkegaard Studies-Yearbook, pp. 15–32.
- --------, "Consciousness and the Experience of Freedom," in John Searle and His Critics, (Philosophers and their Critics) by Ernest Lepore (Editor), Walter Gulick (Editor), Wiley-Blackwell (April 15, 1993) ISBN 0-631-18702-2, ISBN 978-0-631-18702-8
- --------, “Kierkegaardian Despair and the Irascible Soul,” in Kierkegaard Studies – Yearbook, 1997, pp. 51–69.
- --------, “Kierkegaard: the Pathologist,” in Enrahonar, 29, 1998, pp. 109–114.
- --------, “Paradigmatic Despair and the Quest for a Kierkegaardian Anthropology,” in Kierkegaard Studies-Yearbook, pp. 149–163.
- --------, "To See a Mental Image," in Mind, April 1973, pp. 161–182.
- --------, "Wollheim and Seeing Black on White As A Picture," in British Journal of Aesthetics, 10, 1970, pp. 107–118.

### Artículos en línea
- Being Something on Hermeneutics and Communication in Kierkegaard After All
- Kierkegaard the Pathologist

### Libros en línea
- Kierkegaard and Philosophy: Selected Essays (vía Google Books)

### Revisiones en línea
- On Søren Kierkegaard: Dialogue, Polemics, Lost Intimacy, and Time; de Edward F. Mooney, Ashgate, 2007 Archivado el 17 de mayo de 2011 en Wayback Machine., ISBN 0-7546-5822-8

- Datos: Q2843960